# Voortrekkermonument
Het Voortrekkermonument is een monument in de Zuid-Afrikaanse bestuurlijke hoofdstad Pretoria. Het zwaar granieten monument werd opgericht ter nagedachtenis van de Voortrekkers, die de Engelse Kaapkolonie tussen 1835 en 1854 verlieten en de binnenlanden van Zuid-Afrika introkken. Het monument is ontworpen door Gerard Moerdijk, die het idee had om een monument te ontwerpen, "dat duizend jaar blijft staan en de geschiedenis en de betekenis van de Grote Trek voor zijn afstammelingen beschrijft." Het monument kan bijna vanuit heel Pretoria gezien worden, omdat het op een heuvel staat.
Het monument beeldt twee belangrijke mijlpalen in de geschiedenis van de Voortrekkers uit:
- De Grote Trek (1835-1854)
- De Slag bij Bloedrivier (1838)

## Geschiedenis
Op 16 december 1938 begon men op Monumentkoppie (Monumentheuvel) net buiten Pretoria met de bouw van dit majestueuze monument. Alle bouwmaterialen (met uitzondering van het Italiaans marmeren interieur) werden bewust uit de Zuid-Afrikaanse bodem gehaald. In 1949 wordt het Voortrekkermonument met de nodige feestelijkheden in aanwezigheid van de eerste minister Daniel François Malan ingehuldigd.
Het Voortrekkermonument werd dusdanig gebouwd dat jaarlijks op de middag (12u) van 16 december (de dag waarop de Slag bij Bloedrivier uitgevochten werd) de zon een monumentale plaat verlicht gelegen in een crypte waardoor het opschrift Ons vir jou Suid-Afrika leesbaar wordt.

## Situatie
Het Voortrekkermonument is 40 meter hoog en ligt te midden van een tropische tuin die zowat alle Zuid-Afrikaanse planten, bomen en bloemen bevat. Het complex wordt omsloten door een muur (in het Afrikaans een laager) van 64 granieten replica's van de ossenwagens waarmee de Voortrekkers ooit de Kaap verlieten om hun geluk in de Transvaal en de Oranje Vrijstaat te beproeven.
De befaamde Zuid-Afrikaanse beeldhouwer Anton van Wouw heeft een bronzen standbeeld gemaakt van de Voortrekker-oermoeder met kind. Dit standbeeld prijkt nog steeds voor de toegangspoort van Monumentkoppie.
Binnenin het Voortrekkermonument vindt men de 30 meter hoge Heldenhal met een 92 meter lange marmeren muurgravure van de hand van Romano Romanelli, die de belangrijkste gebeurtenissen uit de Grote Trek en de Slag bij Bloedrivier uitbeeldt.

## Vandaag de dag
Heden ten dage is het Voortrekkermonument veelal een toeristische attractie geworden, maar voor de Afrikaners zal het nog steeds de betekenis en functie van weleer behouden.

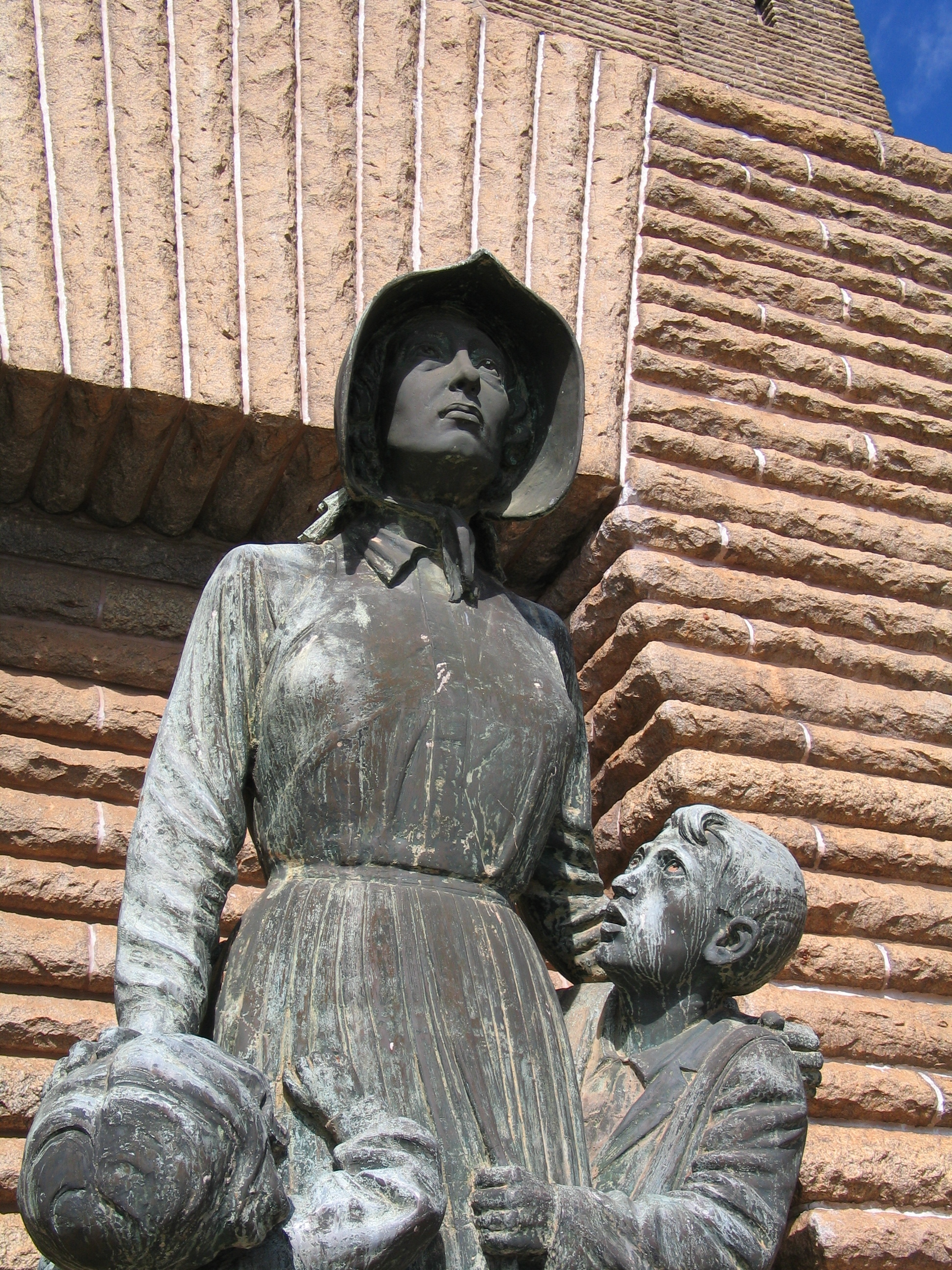
Standbeeld van oermoeder met kind
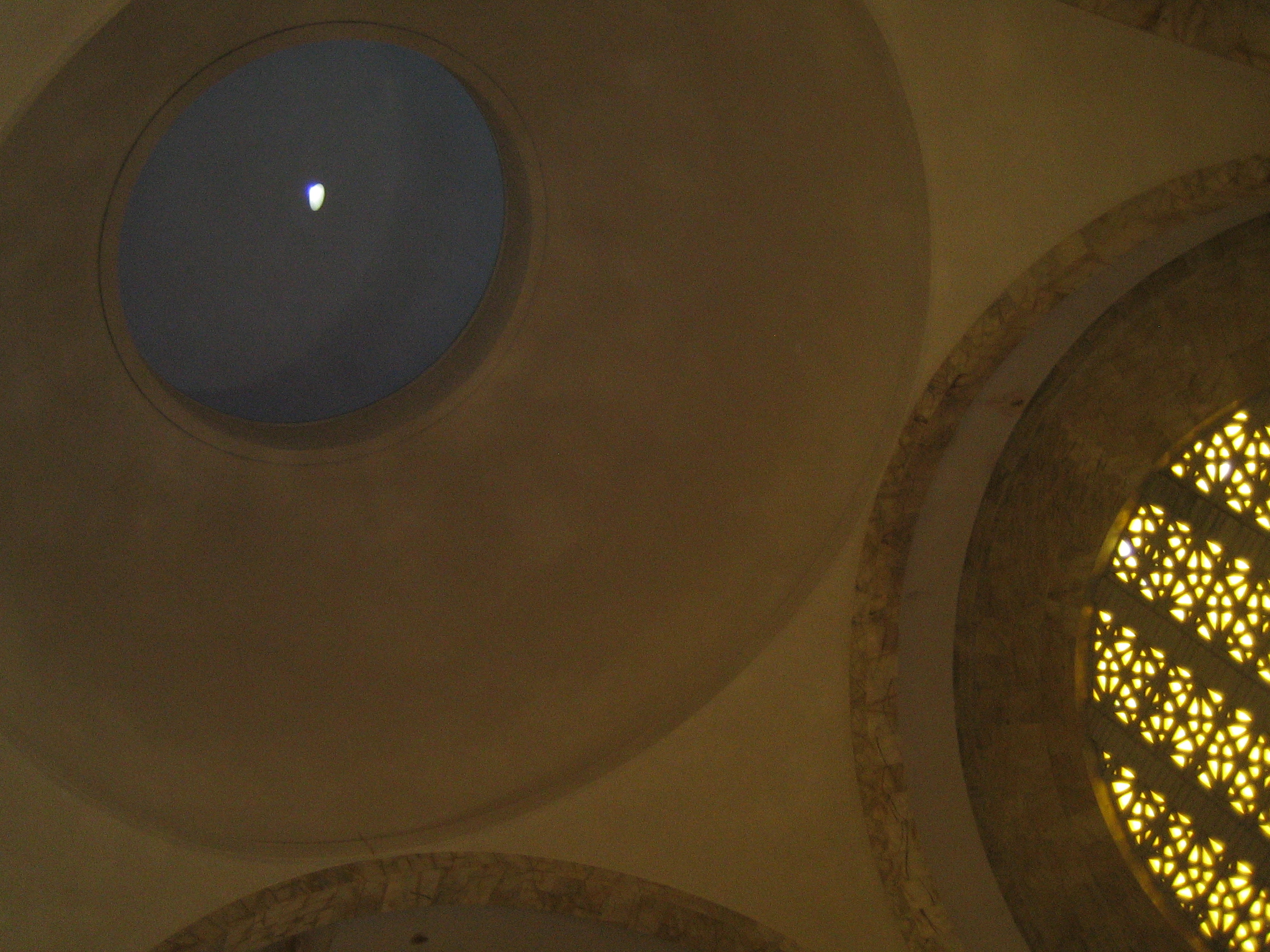
Gat in het dak waar de zon door schijnt
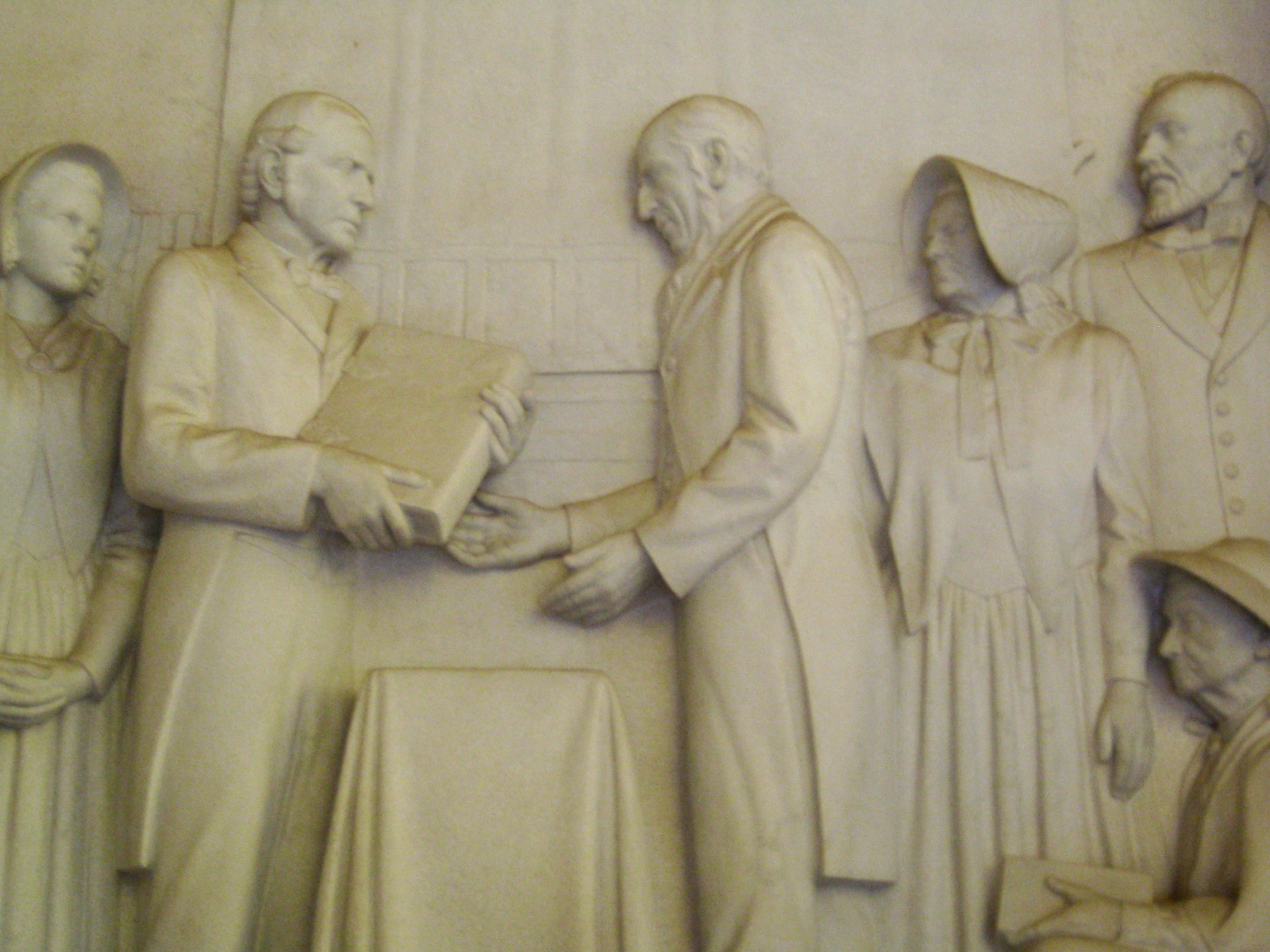
Onderdeel van de muurgravure
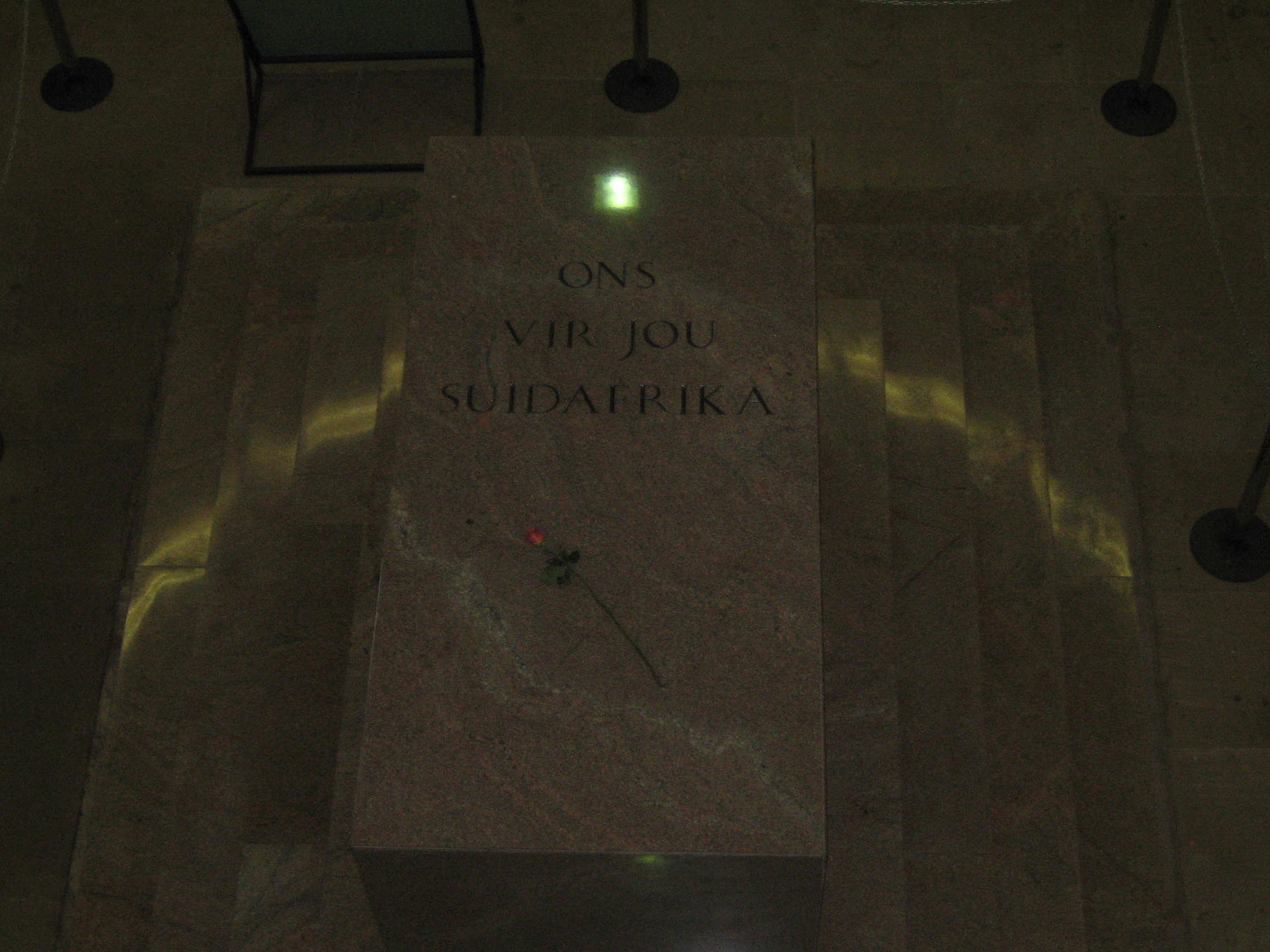
Gedenksteen